# Березняцька
Березняцька — пасажирський залізничний зупинний пункт Шевченківської дирекції Одеської залізниці на електрифікованій лінії Імені Тараса Шевченка — Чорноліська між зупинним пунктом 222 км (2 км) та станцією Райгород (3 км). Розташований неподалік села Березняки Черкаського району Черкаської області.

## Пасажирське сполучення
На зупинному пункті Березняцька зупиняються приміські поїзди до станцій Знам'янка-Пасажирська, Імені Тараса Шевченка, Миронівка та Цвіткове.